# 李人俊
李人俊（1914年—1999年），浙江温州市人。中华人民共和国政治人物。

## 生平
皖南事变后，时任中华民国安徽省财政厅主记长的李人俊参加新四军，1940年由李斌介绍加入中国共产党，并任新四军江北指挥部供给部部长。此后历任苏北财经部副部长、淮北边区行署审计处处长兼新四军第四师供给部政委、苏皖边区政府货管总局局长、山东省政府财政厅副厅长等职位。
中华人民共和国成立后，他担任华东军政委员会财委秘书长、中国人民解放军建筑第五、第六师政委。
1952年，升任中央人民政府燃料工业部副部长。
1954年，改任中国燃料工业部副部长；次年改石油工业部常务副部长。
1964年，改任中国建筑工程部部长。
1972年，任国家计委副主任。
1983年，参与组建中国石油化工总公司，并出任董事长。

## 家庭
儿子李渤。
儿媳陈小芹，上海人。

## 延伸阅读
- . 北京: 中国石化出版社. 2000年. ISBN 9787800437854.